# جون توماس (منافس ألعاب قوى)
جون توماس (بالإنجليزية: John Thomas)‏ هو منافس ألعاب قوى أمريكي، ولد في 3 مارس 1941 في بوسطن في الولايات المتحدة، وتوفي في 15 يناير 2013 في بروكتون في الولايات المتحدة.

## وصلات خارجية
- جون توماس على موقع الاتحاد الدولي لألعاب القوى (الإنجليزية)
- جون توماس على موقع الاتحاد الأمريكي لسباقات المضمار والميدان، قاعة المشاهير (الإنجليزية)
- جون توماس على موقع اللجنة الأولمبية الدولية (الإنجليزية)
- جون توماس على موقع أوليمبيديا (الإنجليزية)